# Honda HR-V
Honda HR-V (Hi-rider Revolutionary Vehicle) — компактний кросовер, що випускається компанією Honda.

## Перше покоління (1998—2006)

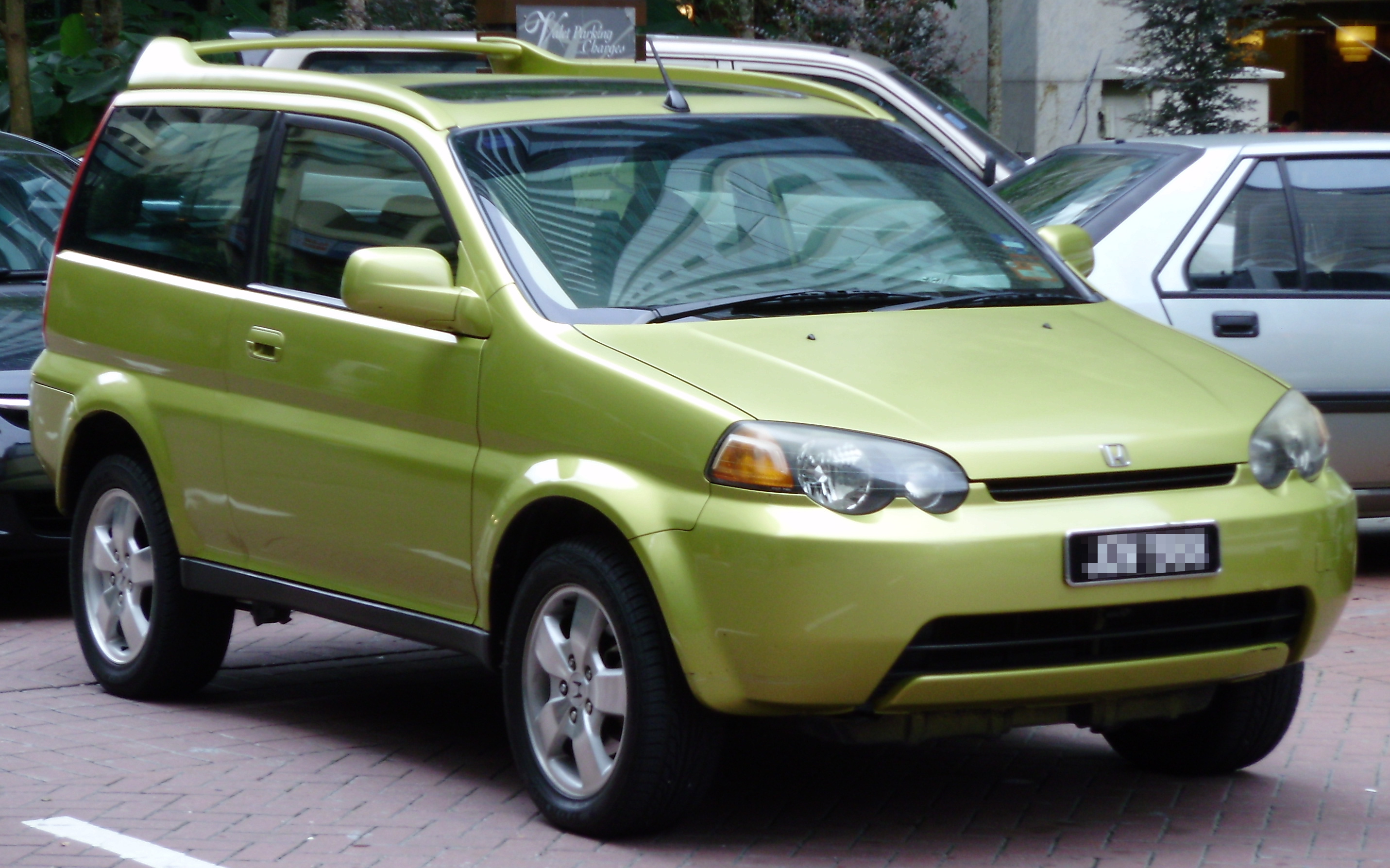
Honda HR-V 3дв. (1998—2001)

В 1998 році дебютувала модель HR-V, що поєднує в собі непоєднувані характеристики: позашляховий і комфортний автомобіль.
Автомобіль випускався в передньо- або повноприводному (4WD Real Time з подвійним насосом) варіанті. Оснащувався 5-ступінчастою механічною коробкою передач або фірмовою трансмісією Honda під назвою Multi Matic S. На HR-V встановлювався 2 типи двигуна серії LEV: 1,6-літровий рядний 4-циліндровий, 16-клапанний SOHC і 1,6-літровий рядний 4-циліндровий, 16-клапанний SOHC VTEC.

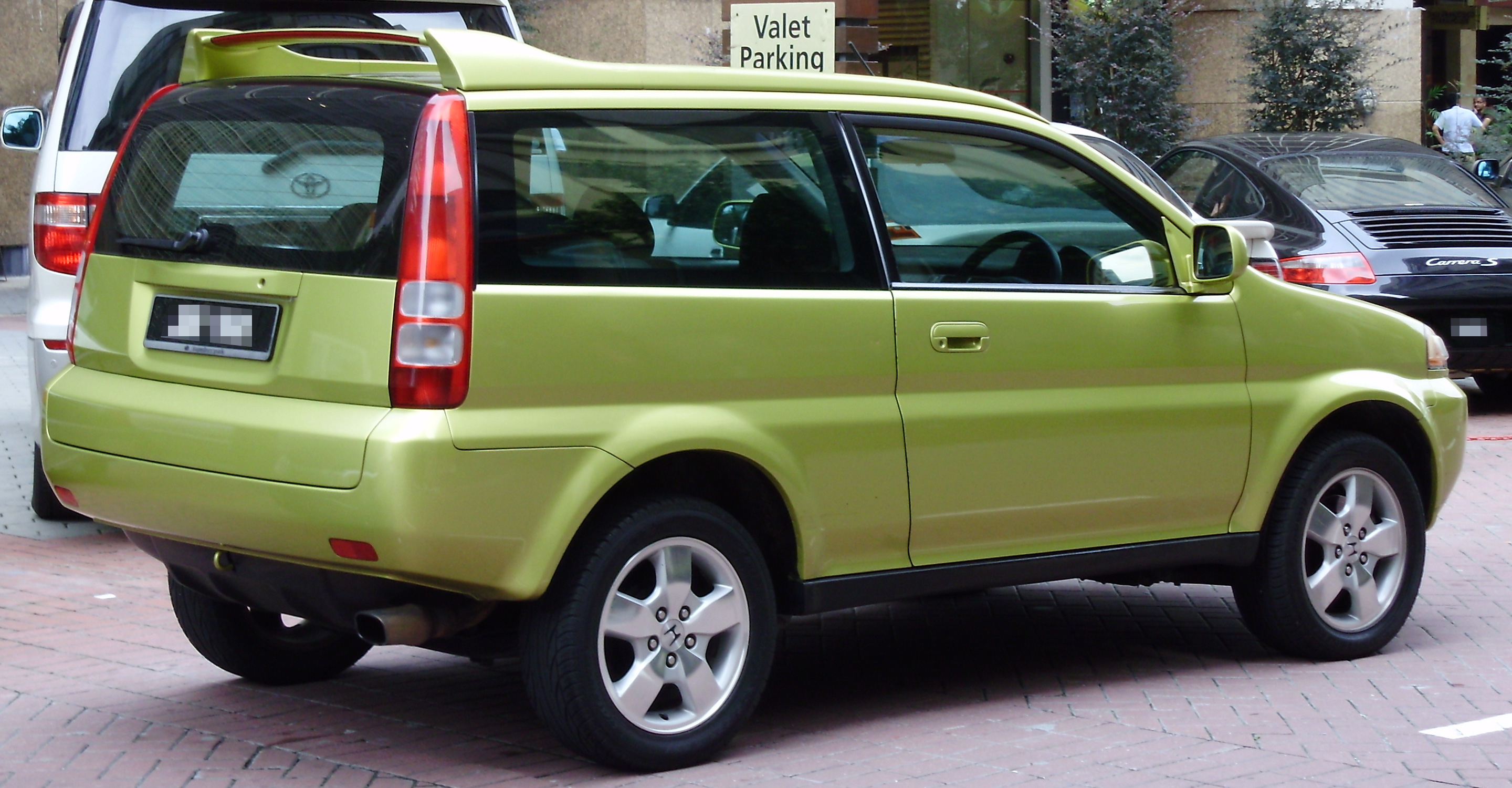
Honda HR-V 3дв. (1998—2001)

В 1998 році був початий випуск версії з тридверним кузовом. Автомобіль оснащувався двигуном об'ємом 1,6 літра потужністю 105 к.с. На вибір пропонувалися п'ятиступінчаста механічна коробка передач або кліноременний варіатор. Автомобіль випускається в передньо- або повноприводному (4WD Real Time з подвійним насосом) варіанті оснащується 5-ступінчастою механічною коробкою передач або фірмовою трансмісією Honda під назвою Multi Matic S. Для передачі крутного моменту на задні колеса служила система DPS.
HR-V оснащений передніми дисковими вентильованими гальмами і барабанними задніми. Навіть на високих швидкостях автомобіль упевнено сповільнюється, чому в чималому ступені сприяє і серійна установка системи ABS.
У «стандарті» автомобіль має кондиціонер, дві подушки безпеки, електропривод стекол і дзеркал, електроскладання (паркування) дзеркал, центральний замок з ДУ, іммобілайзер, гідропідсилювач керма, аудіопідготовку (динаміки, проводка, активна антена), коректор фар. Крім цього у вигляді опцій: спойлер на даху, люк, литі диски 16 дюймів, підігрів сидінь і дзеркал.
В 1999 році з'явився п'ятидверний варіант. Двигун міг тепер за вибором оснащуватися системою VTEC і мати потужність 124 к.с.

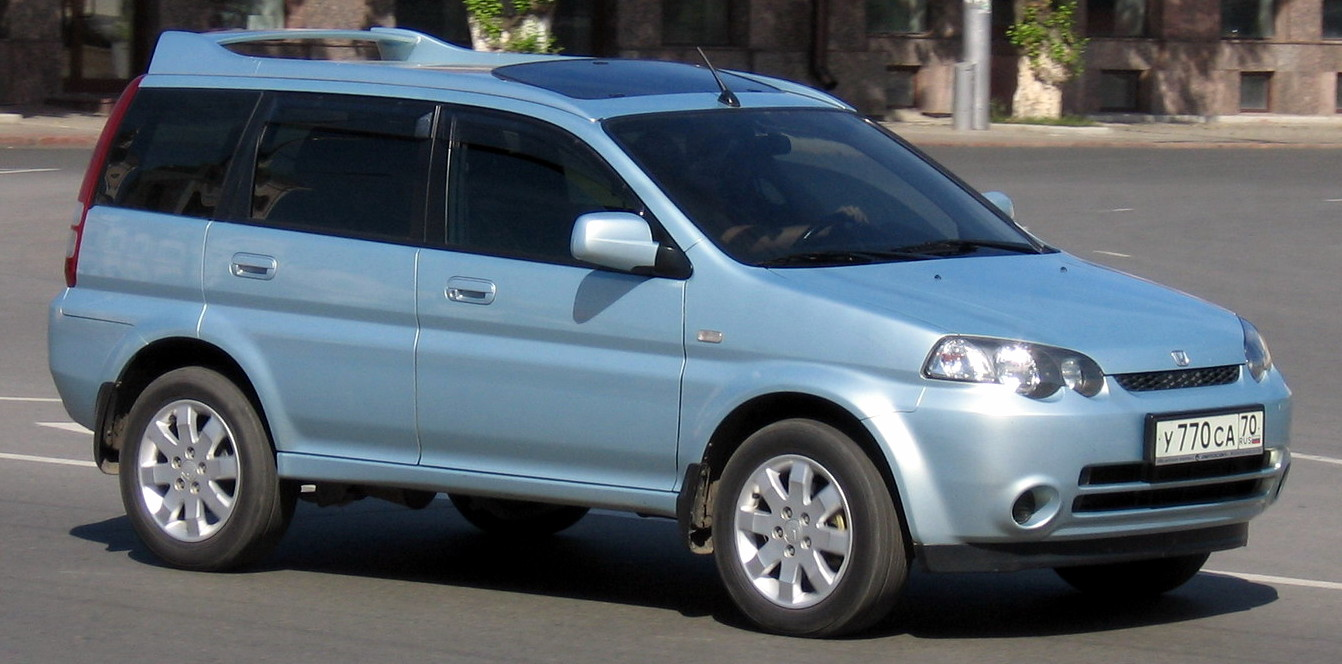
Honda HR-V 5дв. (2001—2006)

У 2001 році HR-V зазнав легкий рестайлінг і отримав лише косметичні зміни. По іншому стала виглядати передня частина кузова. Передній і задній бампери стали скромнішими і елегантними, в передньому бампері тепер серійно встановлюються дві круглі протитуманні фари. Змінилася і форма колісних дисків, як встановлюються в стандартній версії, так і пропонованих як опція. В цілому автомобіль став більш спортивним — саме така мета переслідувалася дизайнерами в ході даного оновлення. Варто також відзначити злегка змінену фальш радіаторну решітку, а також бічні вікна, які тепер тоновані і в базовій версії.
У 2003 році з виробництва було знято трьох дверну версію.
У 2006 році випуск моделі був припинений.

### Моделі
| Позначення | Виконання    | Об'єм | kW (к.с.) | VTEC | Код двигуна | Роки випуску |
| ---------- | ------------ | ----- | --------- | ---- | ----------- | ------------ |
| GH1        | 3/5-дв., 2WD | 1,6 л | 77 (105)  | ні   | D16W1/2     | 1999–2005    |
| GH2        | 3/5-дв., 4WD | 1,6 л | 77 (105)  | ні   | D16W1/2     | 1999–2005    |
| GH2        | 3/5-дв., 4WD | 1,6 л | 91 (124)  | так  | D16W5       | 1999–2005    |
| GH3        | 3/5-дв., 2WD | 1,6 л | 77 (105)  | ні   | D16W1/2     | 2000–2005    |
| GH4        | 3/5-дв., 4WD | 1,6 л | 77 (105)  | ні   | D16W1/2     | 2000–2005    |
| GH4        | 3/5-дв., 4WD | 1,6 л | 91 (124)  | так  | D16W5       | 2000–2005    |

### Двигуни
| Модель   | Двигун      | Об'єм    | Потужність                      | Крутний момент         |
| -------- | ----------- | -------- | ------------------------------- | ---------------------- |
| 1.6      | D16W1 D16W2 | 1590 см3 | 105 к.с. (77 kW) при 6200 об/хв | 138 Н·м при 3400 об/хв |
| 1.6 VTEC | D16W5       | 1590 см3 | 125 к.с. (92 kW) при 6700 об/хв | 142 Н·м при 4900 об/хв |

## Друге покоління (2015-2021)

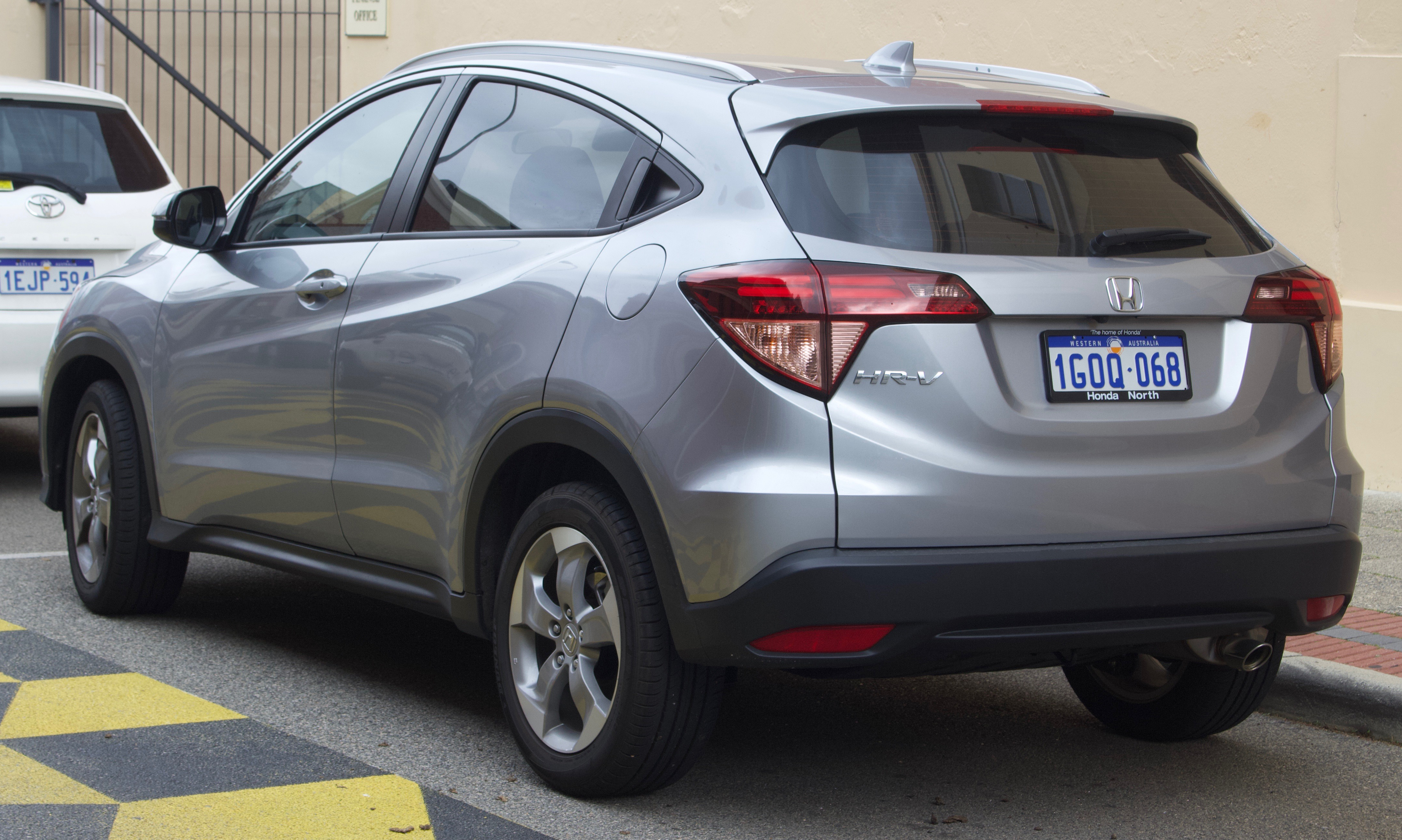
Honda HR-V

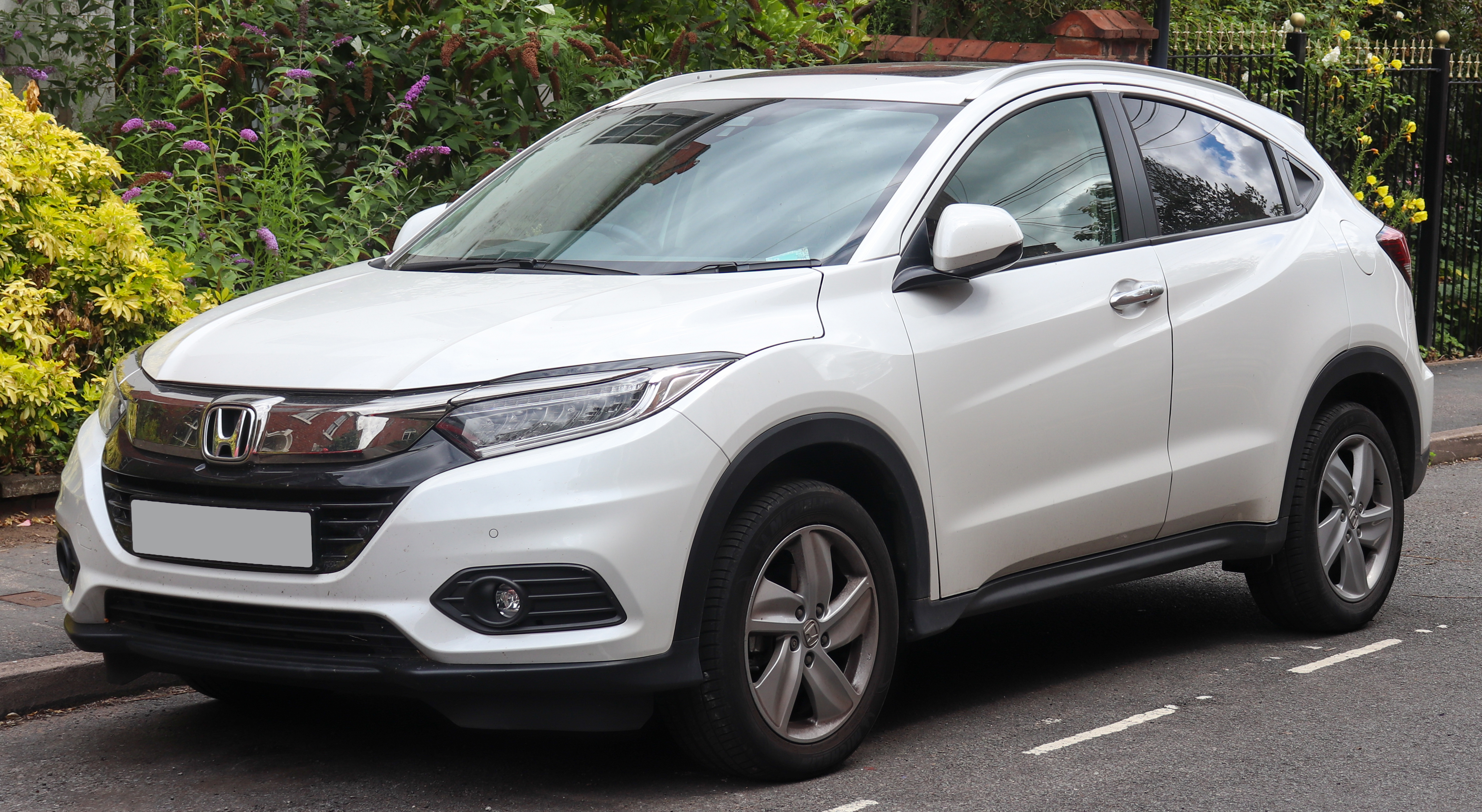
Honda HR-V (2018-2021)

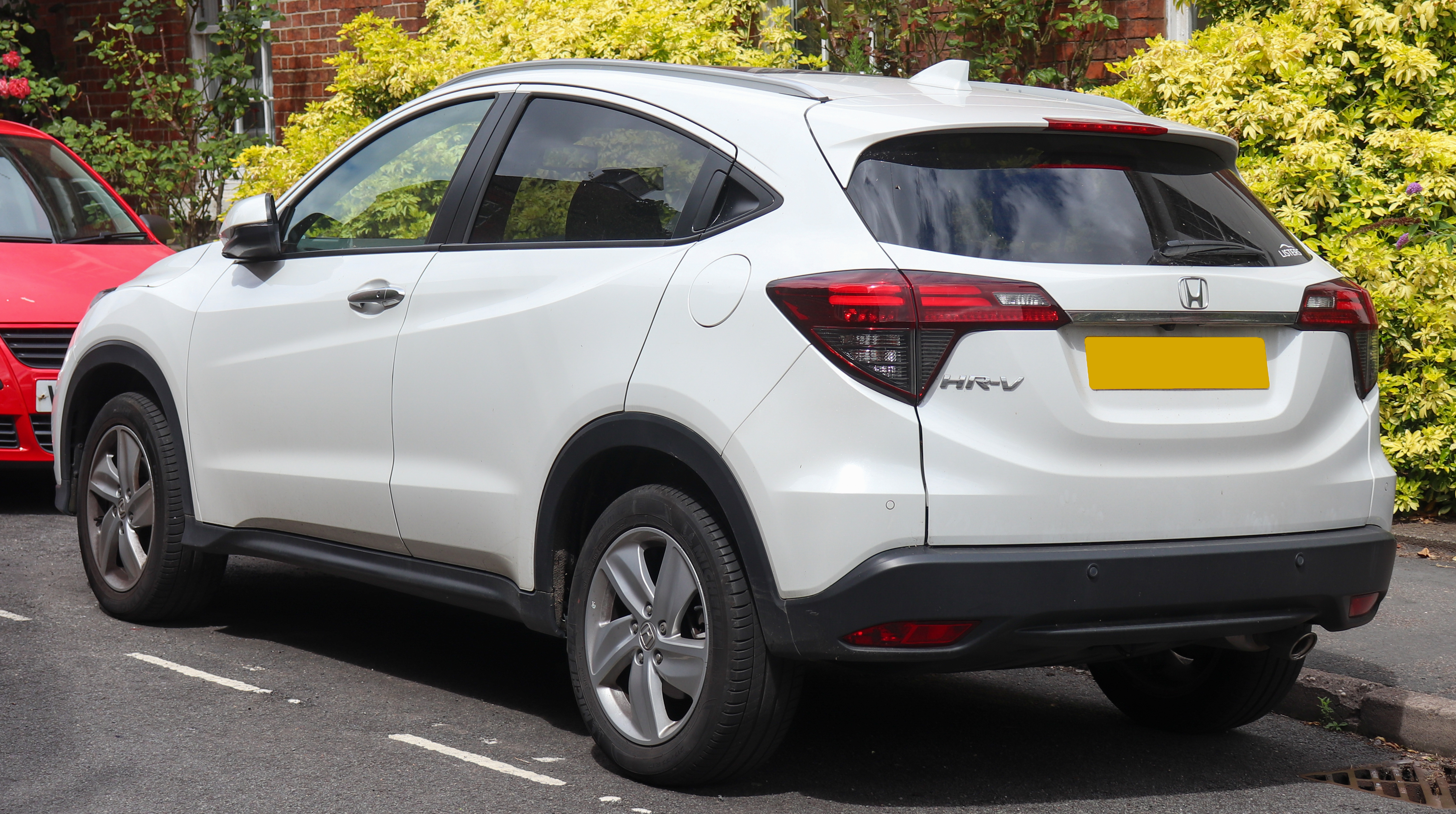
Honda HR-V (2018-2021)

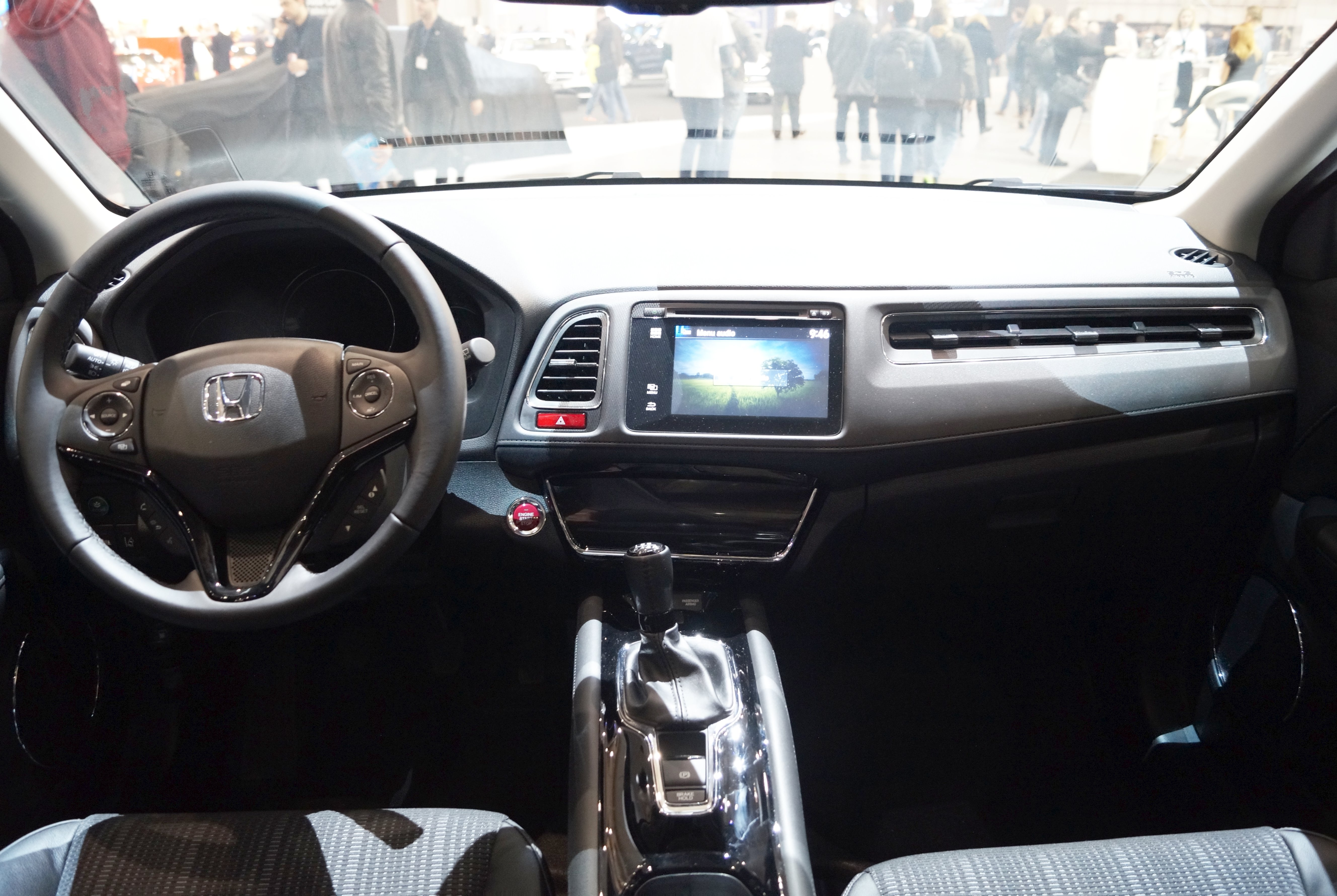
Honda HR-V

У січні 2014 року на Детройтському автосалоні представлено концепт-кар Honda Urban SUV Concept.
У 2014 році серійна модель представлена в Японії під назвою Honda Vezel.
На світовому ринку модель отримала назву Honda HR-V другого покоління і поступила в продаж в 2015 році.
Автомобіль комплектується бензиновим двигуном 1,5 л Earth Dreams i-VTEC потужністю 130 к.с. в парі з варіатором і переднім або повним приводом. Для китайського ринку автомобіль отримав назву Honda XR-V і комплектувався базовим двигуном 1,5 л або 1,8 л потужністю 165 к.с.
Для європейського ринку доступний бензиновий 1,5 л i-VTEC (130 к.с.) і турбодизель 1,6 л i-DTEC (120 к.с.). На деяких ринках доступна ще і гібридна модифікація з 1,5-літровим бензиновим агрегатом (132 к.с., 156 Нм) і 30-сильним електромотором (160 Нм). У парі з цією установкою працює 7-ступінчастий преселективний «робот».
HR-V побудований на глобальній платформі Global Compact, тій ж, що лежить в основі моделей Jazz/Fit. Привод може бути переднім або повним (Real-Time AWD). Повний привод реалізований наступним чином: електроніка подає команди електромотора, який запускає гідравлічний насос; той, своєю чергою, активує багатодискову муфту, яка з'єднує карданний вал із заднім диференціалом.
Обсяг багажника HR-V становить 453 л при піднятих спинках сидінь другого ряду і збільшується до 1026 л — при складених. Автомобіль оснащується безключовим доступом і запуском двигуна кнопкою, мультимедійним комплексом з 7-дюймовим сенсорним екраном, автоматичним клімат-контролем, камерою заднього виду тощо.
Honda HR-V 2016 був визнаний одним із 16 найкращих сімейних автомобілів у рейтингу Cally Blue Book. Даний автомобіль справляє враження автомобіля з бездоганним оздобленням, в той час, як інші позашляховики таких розмірів здаються недоукомплектованими або коштують набагато дорожче. Основою для розробки даної моделі стала Honda Fit. Він оснащений чотирициліндровим двигуном з об'ємом 1,8 літра і безступеневою коробкою передач (CVT). Витрата палива в середньому дорівнює 8,11 л/100 км — чудовий результат серед негібридних позашляховиків і найкращий серед малогабаритних автомобілів. І це з додатковою вагою системи повного приводу.
В 2018 році Honda оголосила про оновлення HR-V. Він оснащений переглянутою решіткою радіатора та світлодіодними фарами, які схожі на Honda Civic, переглянутими задніми ліхтарями та новим бампером та іншими змінами. Існує також два варіанти фар; повні світлодіодні фари або світлодіодні ліхтарики з акцентом. У інтер'єрі тепер доступні Apple CarPlay та Android Auto. Головний пристрій зараз оновлений та має регулятор гучності, який замінює повзунок гучності.
У оновленої Honda HR-V під капотом 141-сильний двигун у парі з варіатором. Така комбінація силової установки та трансмісії однакова для всіх комплектацій. Топові версії покращують лише інтер'єр, інформаційно-розважальну систему та функції безпеки автомобіля.
Honda HR-V розганяється до 100 км/год за 10,2 секунди. Кросовер витрачає 6,7 літра пального на 100 км поїздки в комбінованому циклі. У стандартній комплектації Honda HR-V має передній привід. Повний привід доступний для усіх модифікацій.

### Honda HR-V Sport
Топ комплектація Honda HR-V поставляється з прикрашеним стилем та потужністю 182 к.с. Нова версія HR-V Sport — найшвидший кросовер марки.

### Електромобілі
Перша електрична версія Honda Vezel продається компанією Guangqi Honda як Everus VE-1 в Китаї, заснована на концепції Everus EV. Модель дебютувала в листопаді 2019 року. Електрична версія Honda XR-V продається компанією Dongfeng Honda під логотипом Siming  X-NV, заснована на концепції X-NV. Виробництво почалося в жовтні 2019 року. Іншою електричною версією, випущеною Dongfeng Honda, є Ciimo M-NV, яка була представлена в листопаді 2020 року, яка має новий дизайн передньої та задньої частини, натомість всередині виглядає як дещо вдосконалена версія X-NV, основні відмінності: салон зі шкірзамінника, а панель вибору режиму їзди стала сірою замість вираженого блакитного кольору у попередника.
Електрокари оснащені двигуном потужністю 120 кВт (163 к.с., 280 Нм), батареями місткістю 53,6 і 61,3 кВт•год з пробігом у 401—480 км (NEDC).

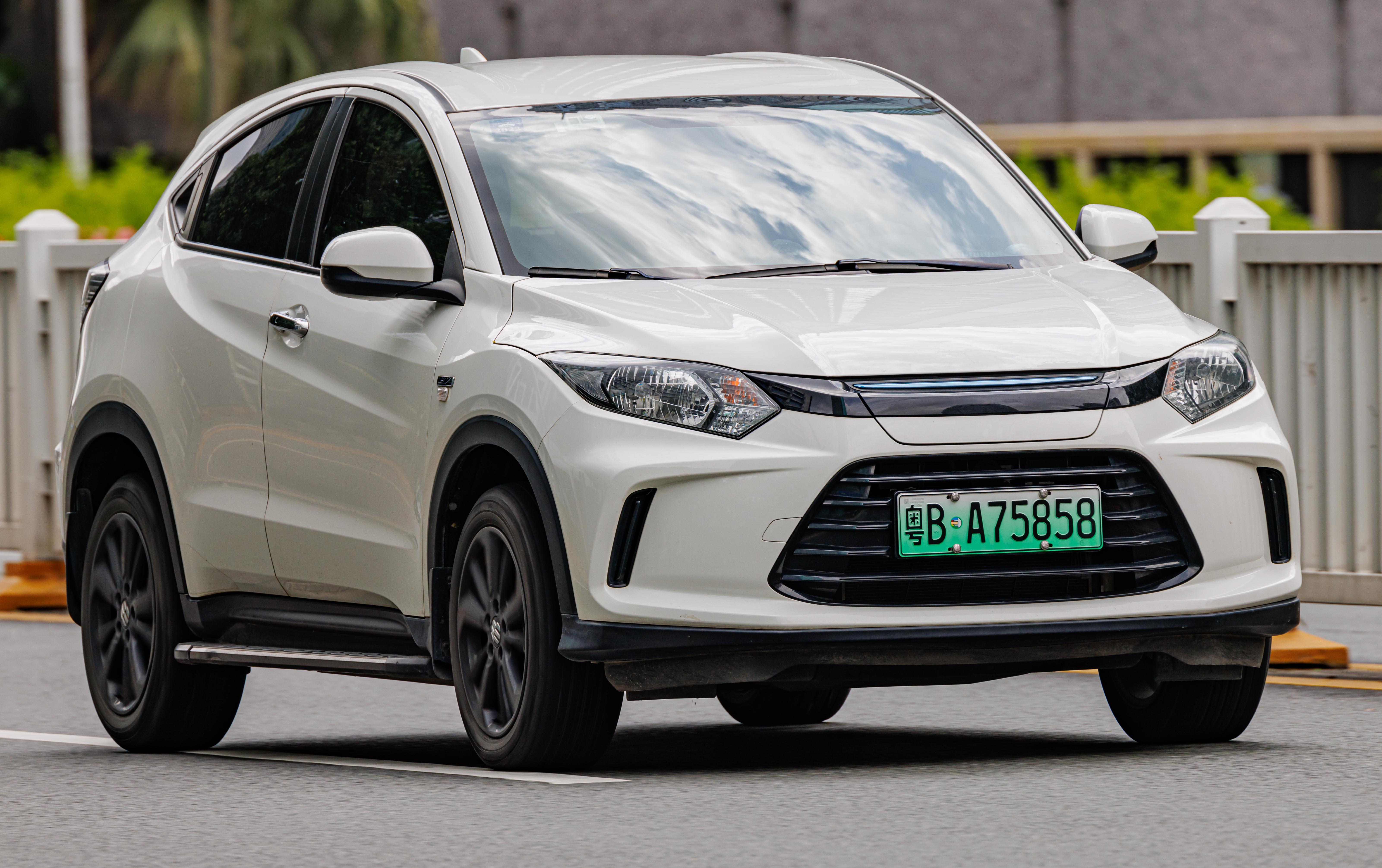
Everus VE-1
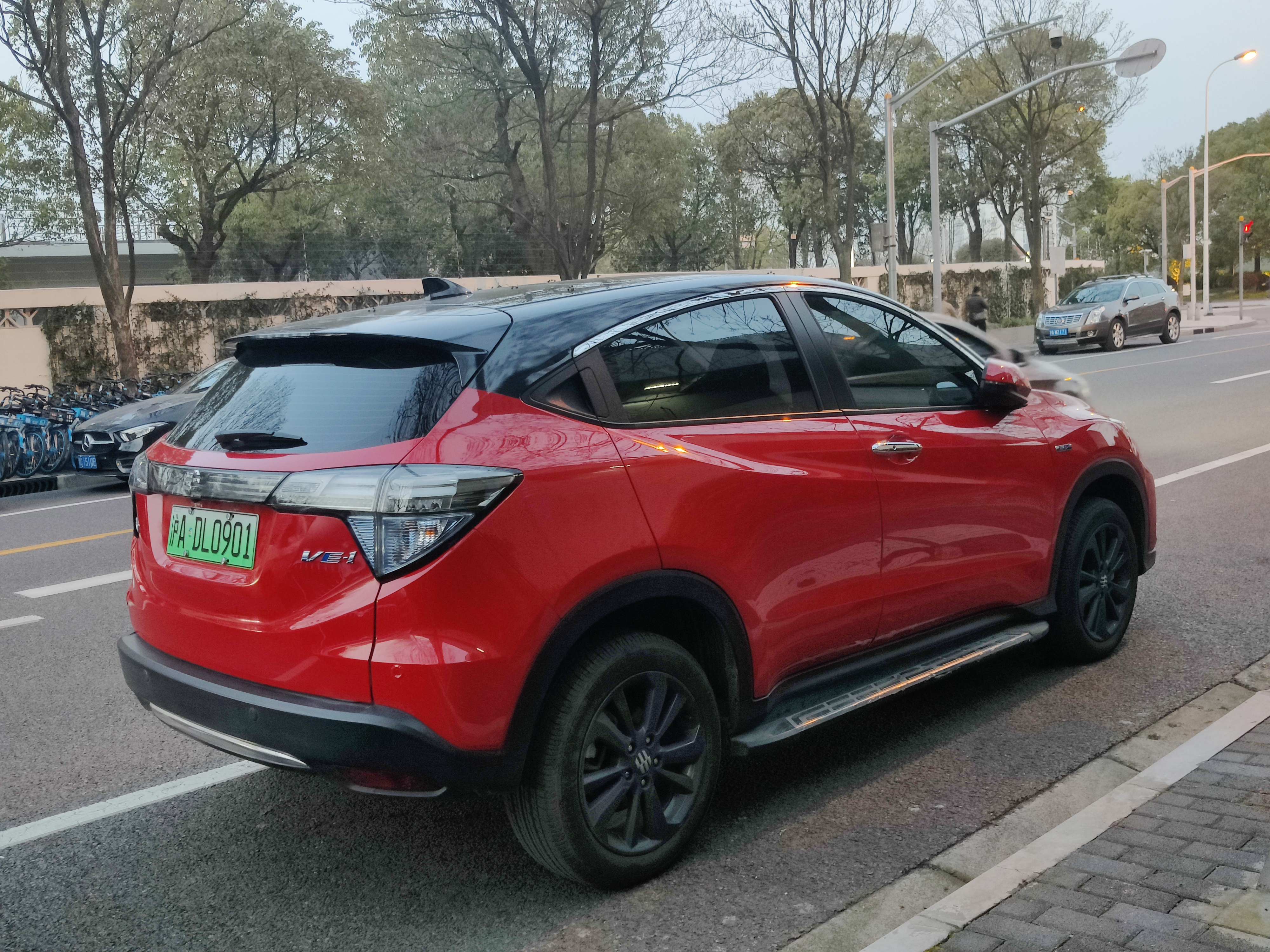
Everus VE-1
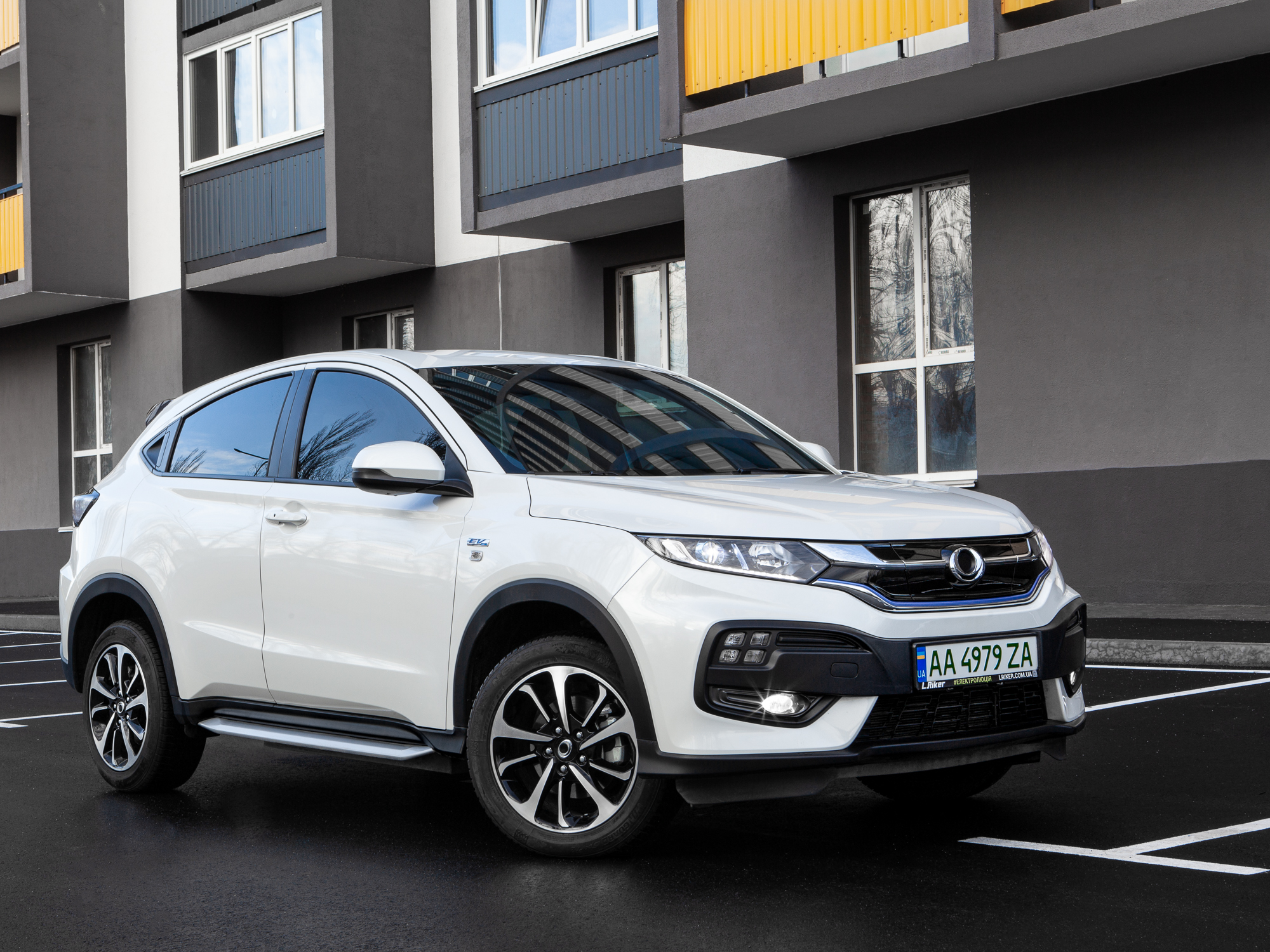
Donfeng Honda X-NV
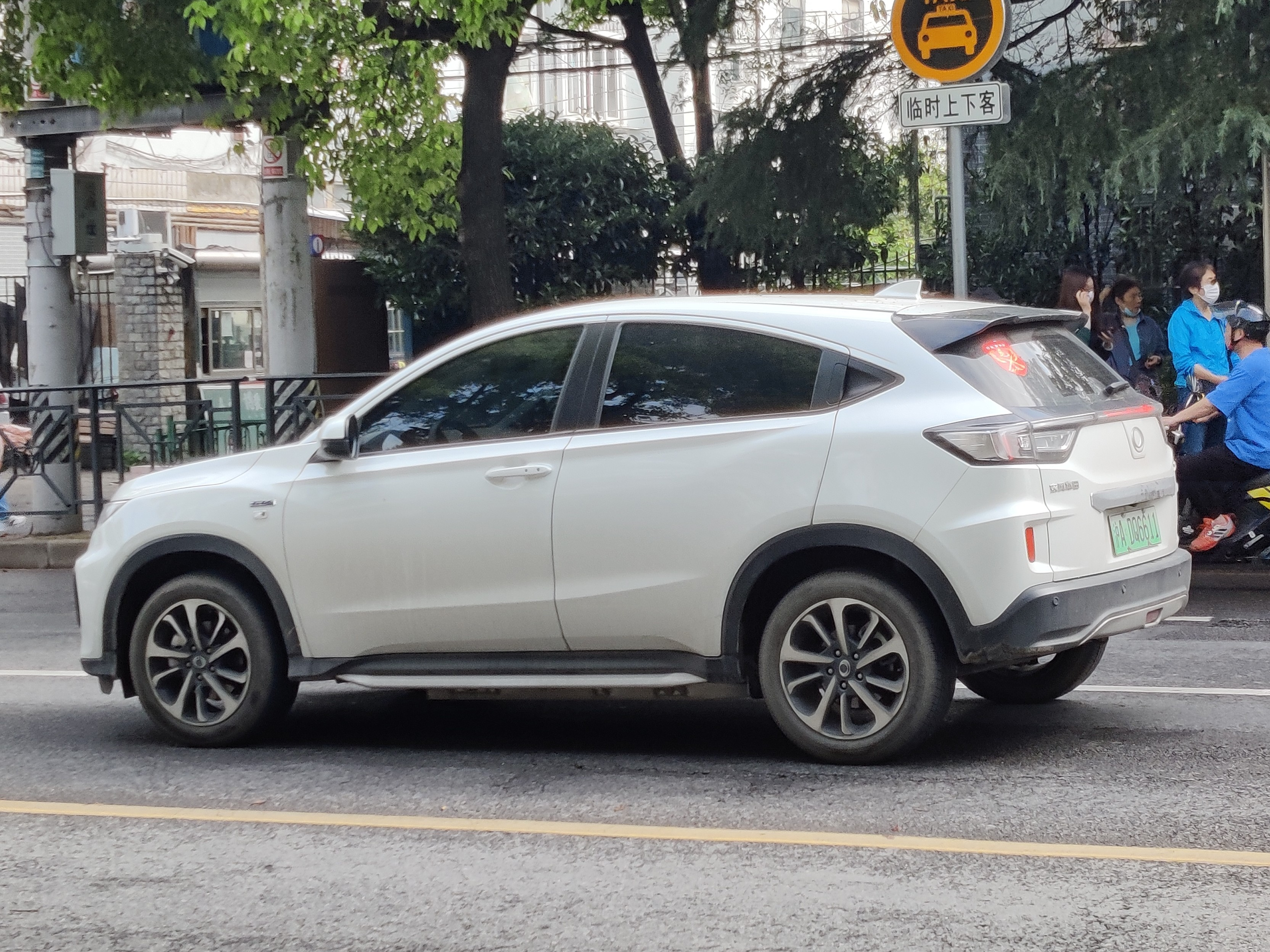
Donfeng Honda X-NV
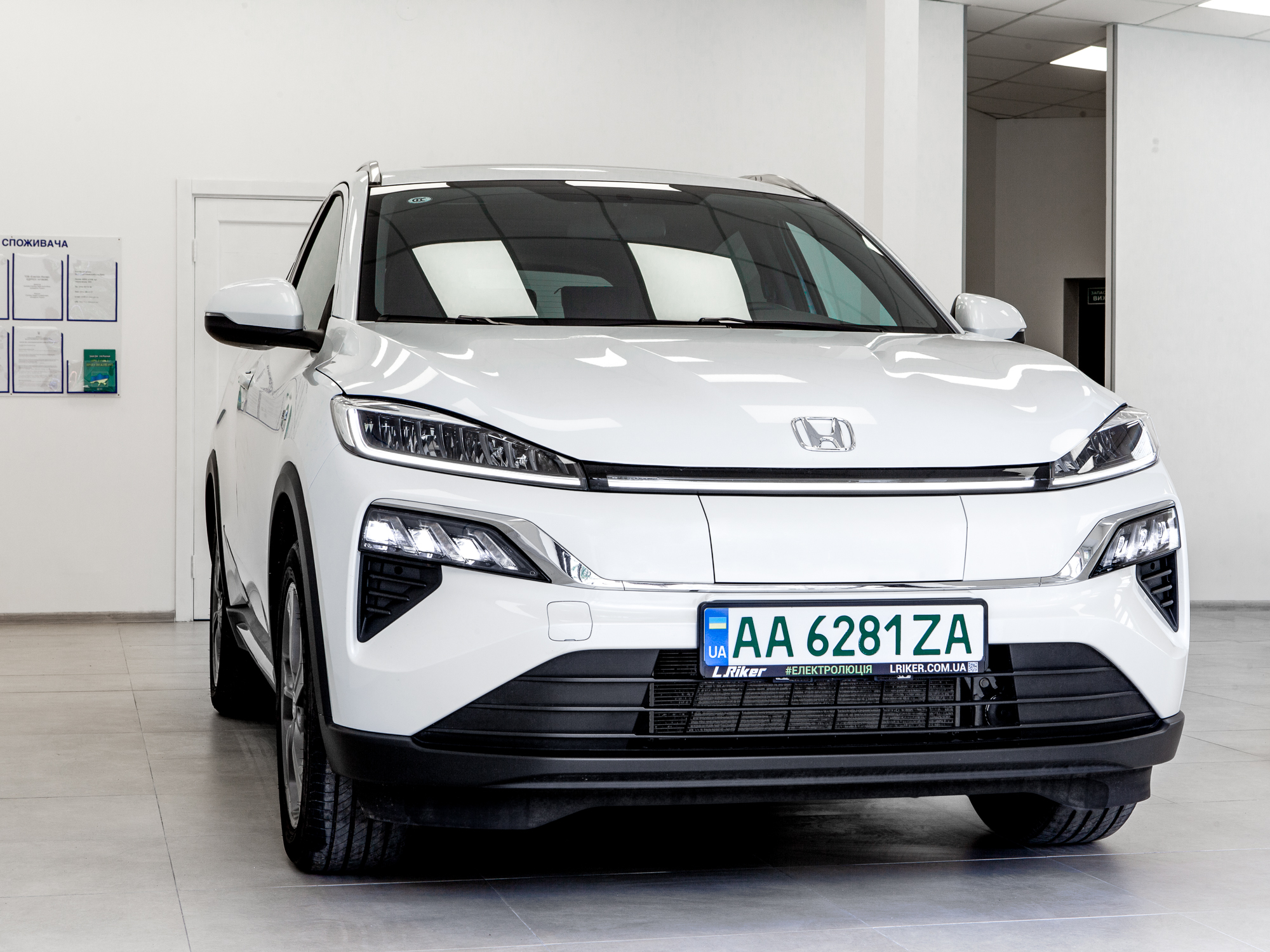
Donfeng Honda M-NV
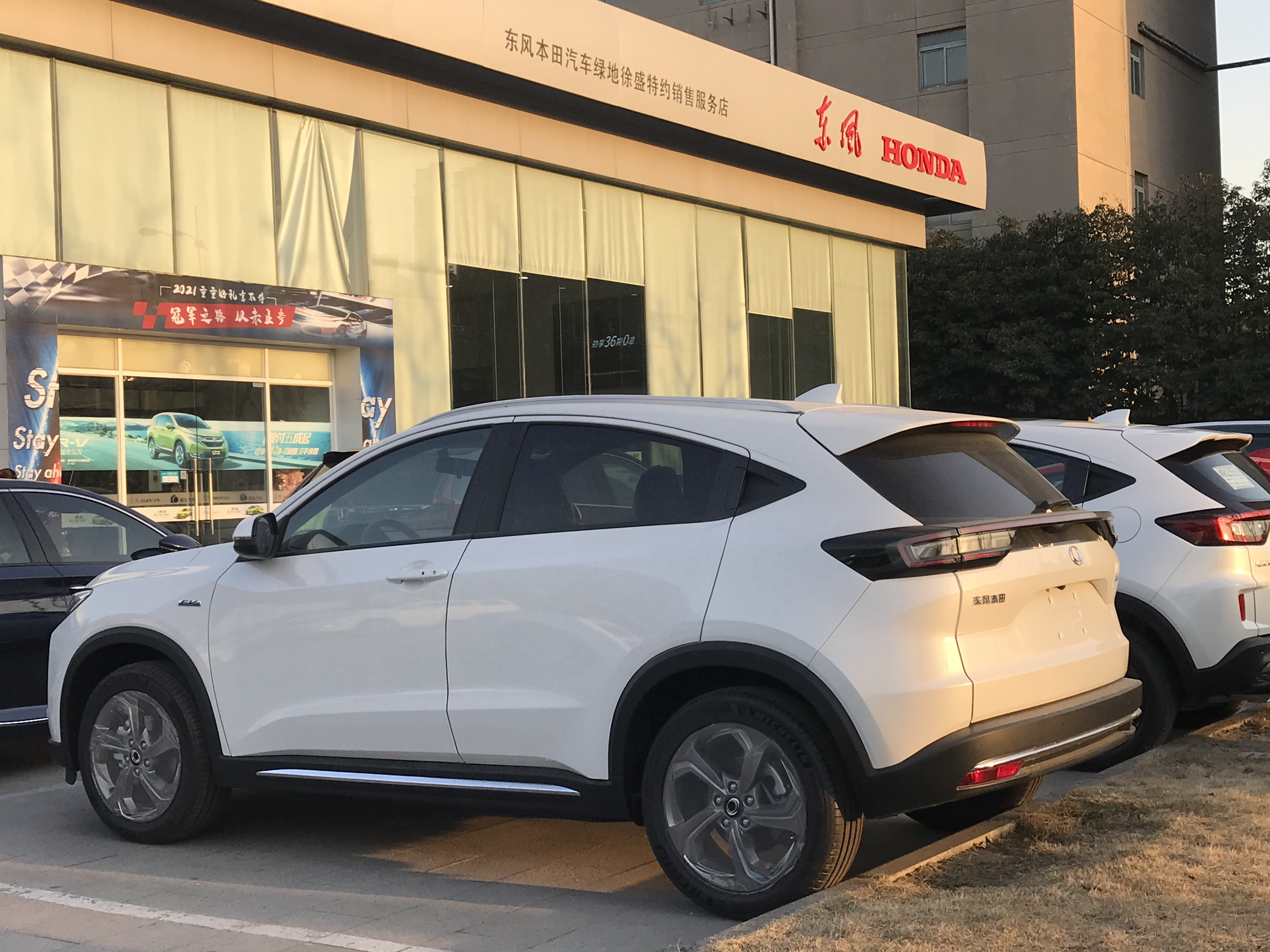
Donfeng Honda M-NV

### Двигуни
| Модель           | Код             | Об'єм см³ | Циліндри/ Клапани | Потужність кВт (к.с.) при об/хв | Крутний момент Н·м при об/хв | Роки виробництва | Примітки                       |
| Бензинові        | Бензинові       | Бензинові | Бензинові         | Бензинові                       | Бензинові                    | Бензинові        | Бензинові                      |
| ---------------- | --------------- | --------- | ----------------- | ------------------------------- | ---------------------------- | ---------------- | ------------------------------ |
| 1.5 i-VTEC       | L15Z6           | 1497      | 4/16              | 88 (120) / 6600                 | 145 / 4600                   | з 2014           | Малайзія                       |
| 1.5 i-VTEC       | L15B            | 1496      | 4/16              | 96 (130) / 6600                 | 155 / 4600                   | з 2013           |                                |
| 1.5 i-VTEC Turbo | L15B7 VTC Turbo | 1496      | 4/16              | 133 (182) / 5500—6000           | 220—240 / 1900—5000          | з 2019           | Європа                         |
| 1.8 i-VTEC       | R18Z9           | 1799      | 4/16              | 104 (141) / 6500                | 174 / 4300                   | з 2016           |                                |
| Гібридний        |                 |           |                   |                                 |                              |                  |                                |
| 1.5 Hybrid       | LEB             | 1496      | 4/16              | 97 (131) / 6600                 | 156 / 4600                   |                  | електродвигун Honda H1 AC PMSM |
| Дизельний        |                 |           |                   |                                 |                              |                  |                                |
| 1.6 i-DTEC       | N16A1           | 1597      | 4/16              | 88 (120) / 4000                 | 300 / 2000                   | з 2015           |                                |

## Третє покоління (з 2021)

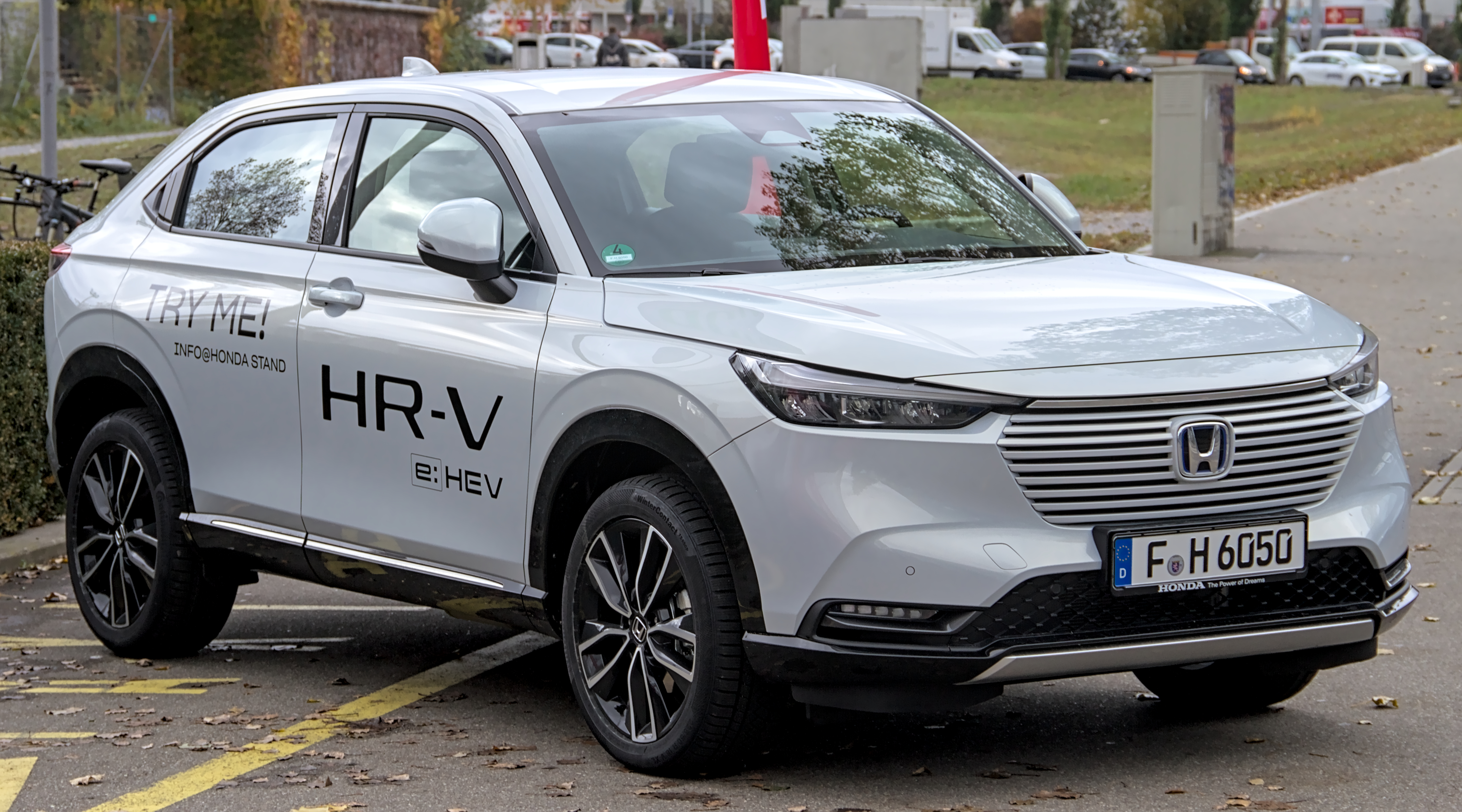
Honda HR-V Hybrid (RV)

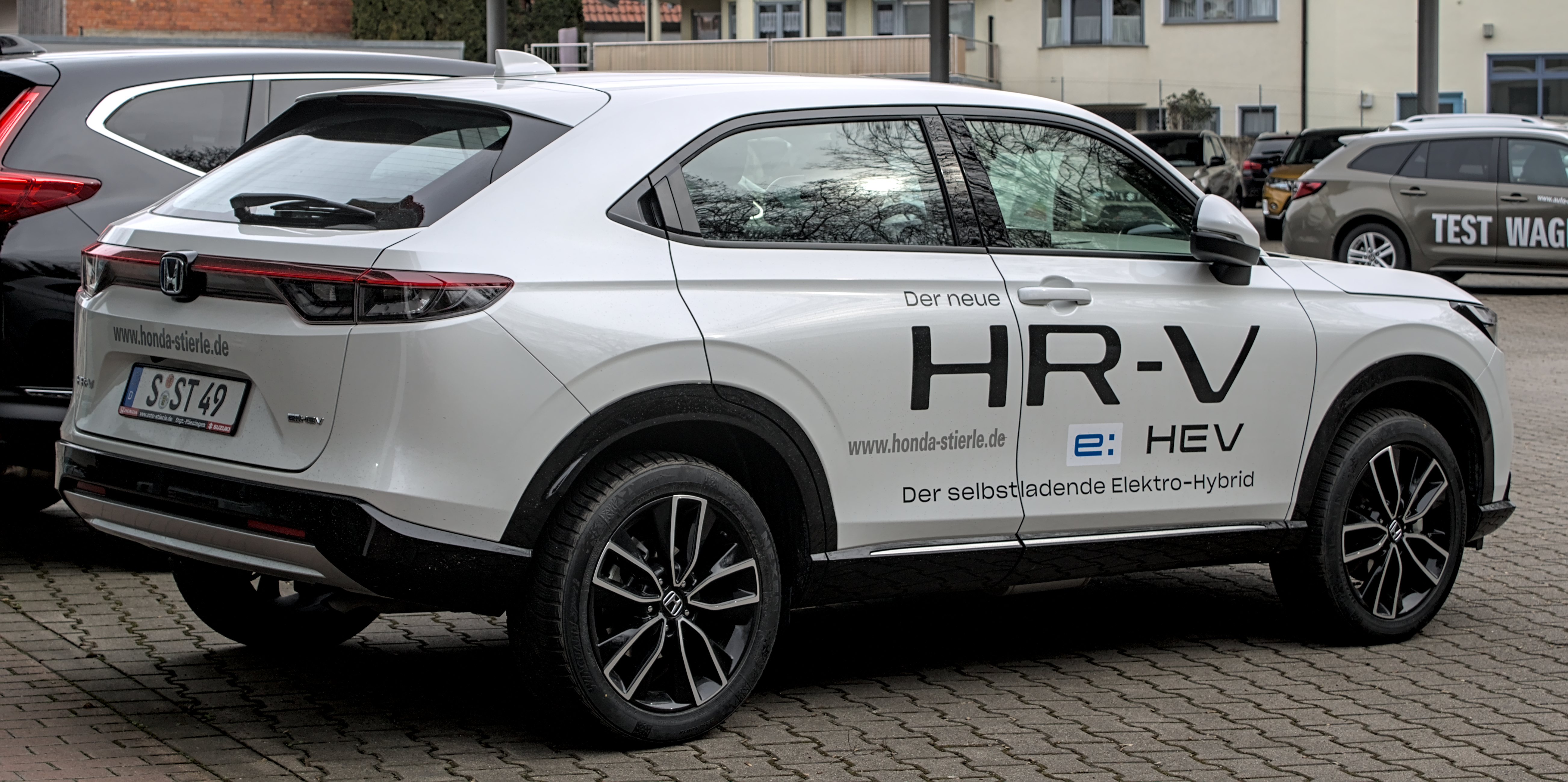

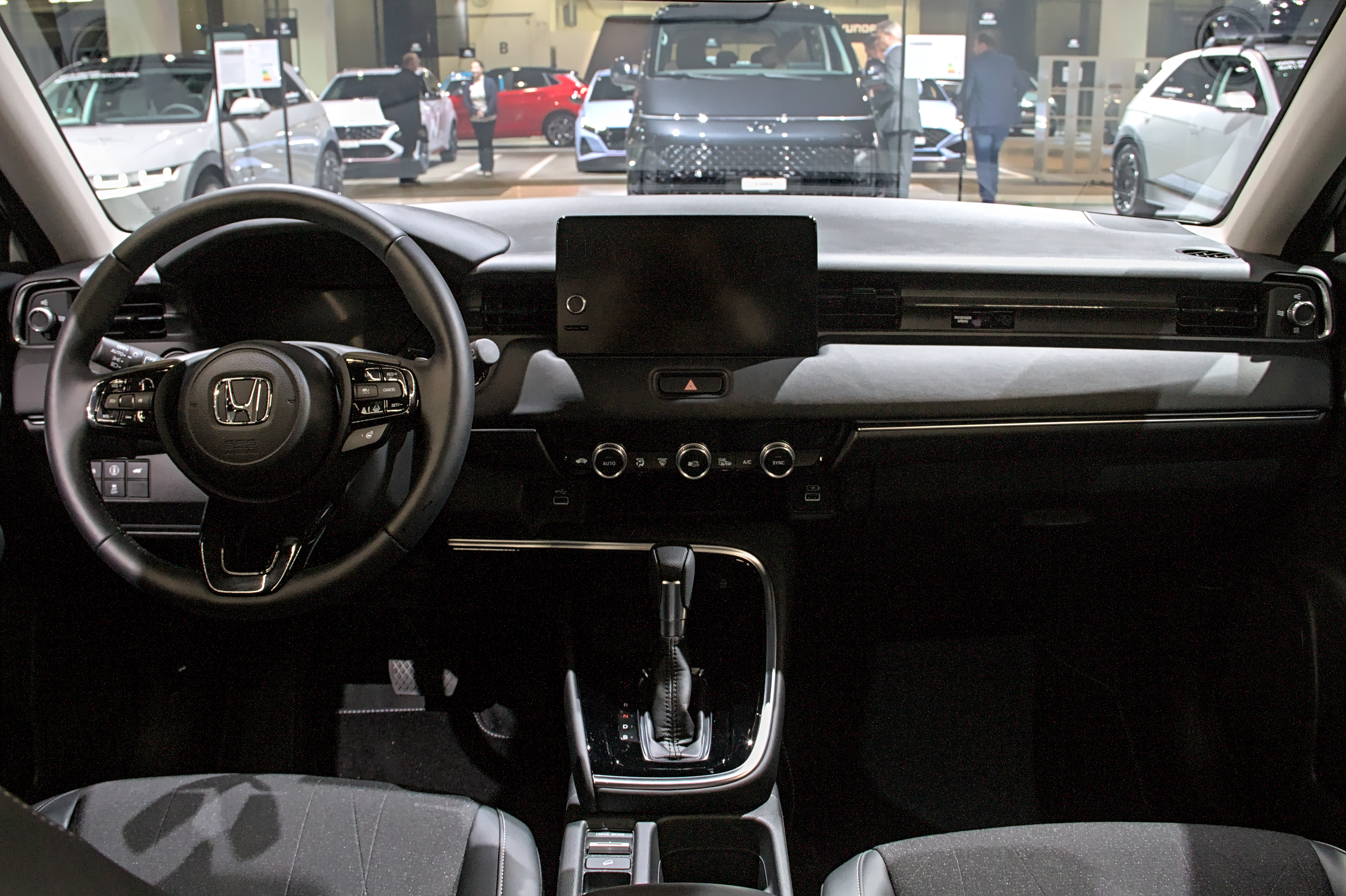

Третє покоління HR-V розділено на дві різні моделі для різних ринків. Глобальна модель (з кодом моделі «RV») була вперше представлена в 2021 році та вироблялася в Японії, Таїланді, Індонезії, Тайвані та Китаї, а також продавалася в Європі. Північноамериканський ринок отримав іншу та більшу модель (з кодом моделі «RZ»), яка, як стверджується, «відповідає особливим потребам клієнтів у США», та яка продається за межами Північної Америки як Honda ZR-V (але в Китаї продаються і HR-V, і ZR-V)

### Глобальна модель
Друге покоління Vezel/третє покоління HR-V для ринків за межами Північної Америки було представлено в Японії 18 лютого 2021 року. Продажі почалися в Японії 22 квітня 2021 року, а європейська специфікація HR-V була представлена в той же день. Модель Vezel e: HEV для японського ринку отримала 1,5-літровий бензиновий двигун потужністю 78 кВт (106 к.с.) у поєднанні з електродвигуном для комбінованої потужності 96 кВт (131 к.с.) від 4000 до 8000 об/хв. Базовий Vezel G отримав звичайний 1,5-літровий бензиновий двигун, який видає 87 кВт (118 к.с.) при 6600 об/хв. На європейському ринку HR-V доступний лише з гібридною силовою установкою.

### e: NS1/e: NP1/e: Ny1/e: N1

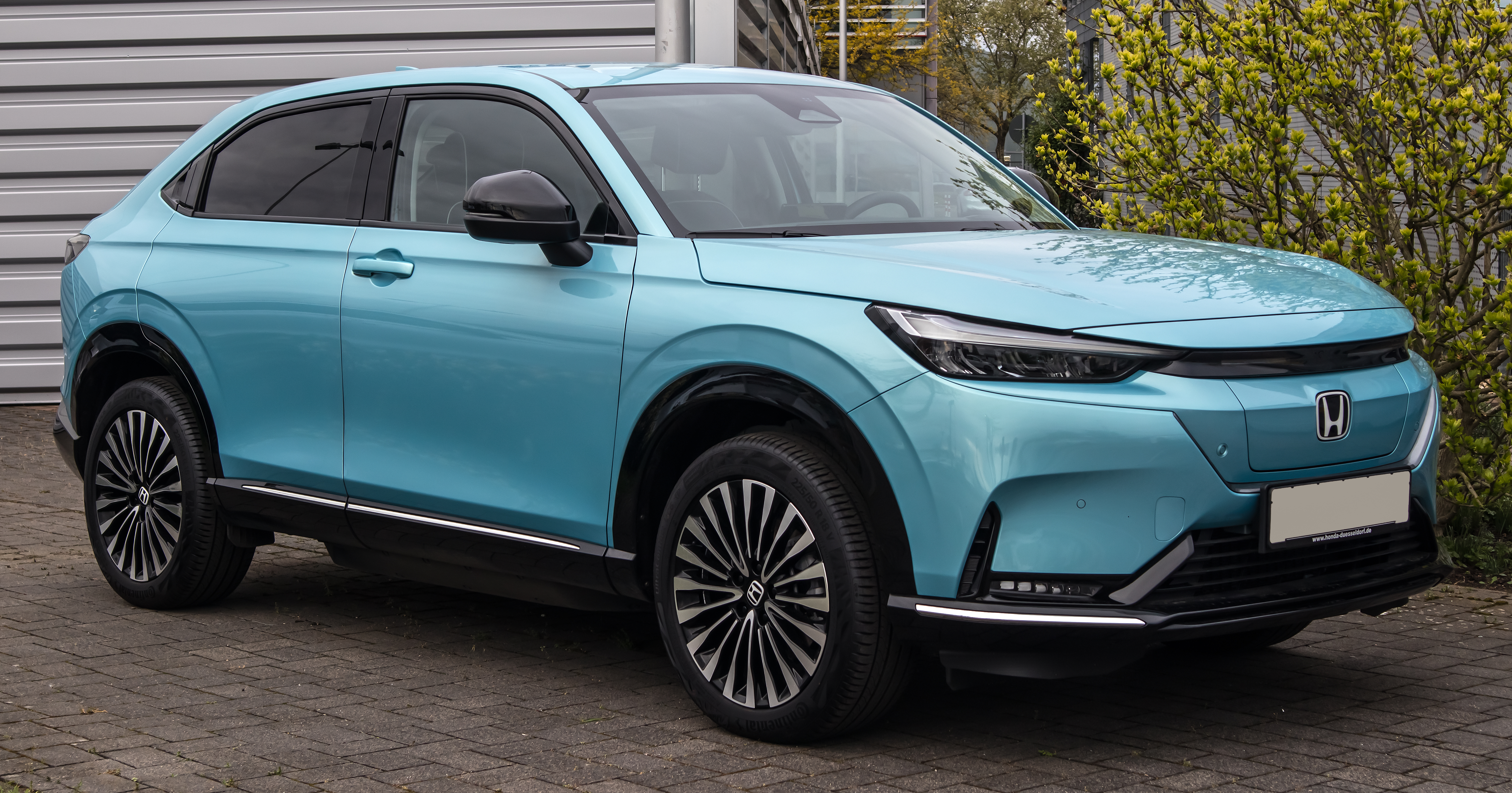
Honda e: Ny1

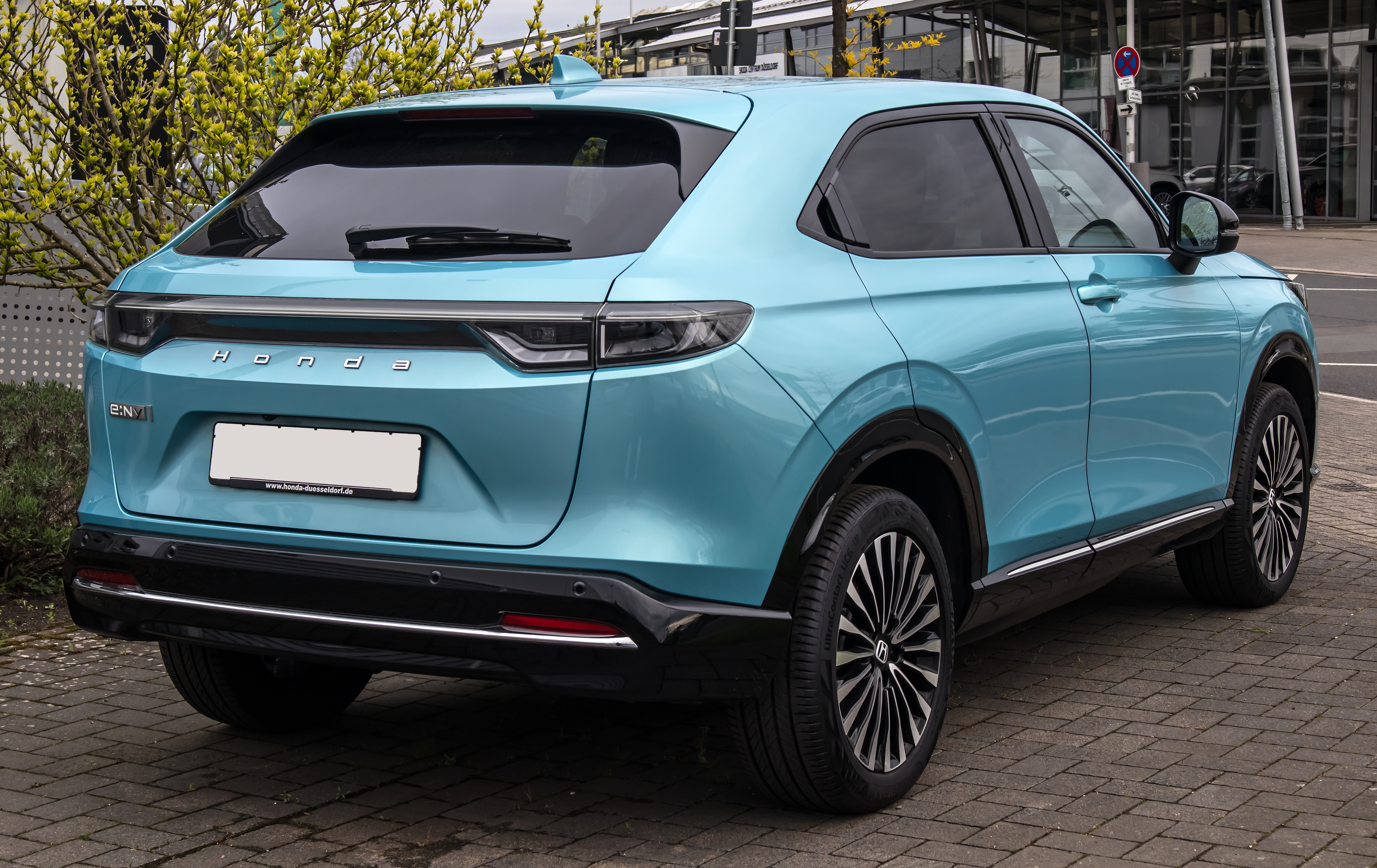
Honda e: Ny1

У жовтні 2021 року в Китаї була представлена електрична версія під назвою Honda e: NS1 і e: NP1, які будуть вироблятися Dongfeng Honda і Guangqi Honda відповідно. Обидва базуються на платформі e: N Architecture F для невеликих електромобілів з переднім приводом. Ця ж модель продається в Європі як Honda e: Ny1. Поставлений із Китаю, e:Ny1 надійшов у продаж у Великобританії у 2023 році з двома доступними рівнями комплектації: Elegance та Advance.  Він також продається в Гонконзі та Таїланді як Honda e:N1.

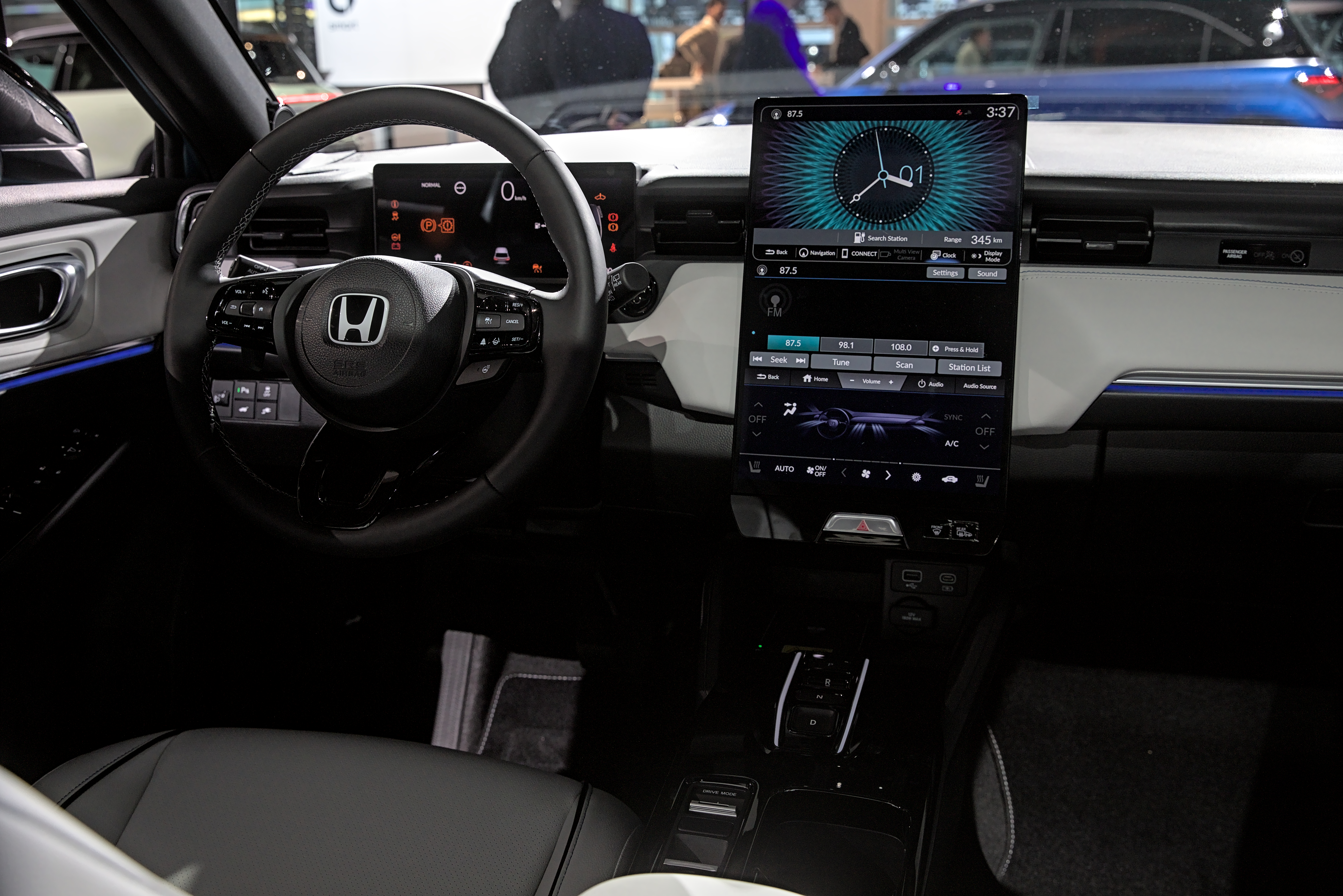

Кросовер Honda e: NS1/e: NP1 запропонований у двох версіях:
- 182 к. с., батарея на 53,6 кВт∙год, запас ходу 420 км
- 204 к. с., батарея на 68,8 кВт∙год, запас ходу 510 км

### Двигуни
Бензинові:
- 1498 см3 L15B I4 118 к.с. (RV3/4)
- 1498 см3 L15ZF I4 121 к.с.
- 1498 см3 L15C1 I4 turbo 177 к.с.

Бензинові HEV:
- 1498 см3 LEB-MMD/LEC-H5/LEC6 цикл Аткінсона DOHC i-MMD I4 131 к.с. 253 Нм (RV5/6)

### США

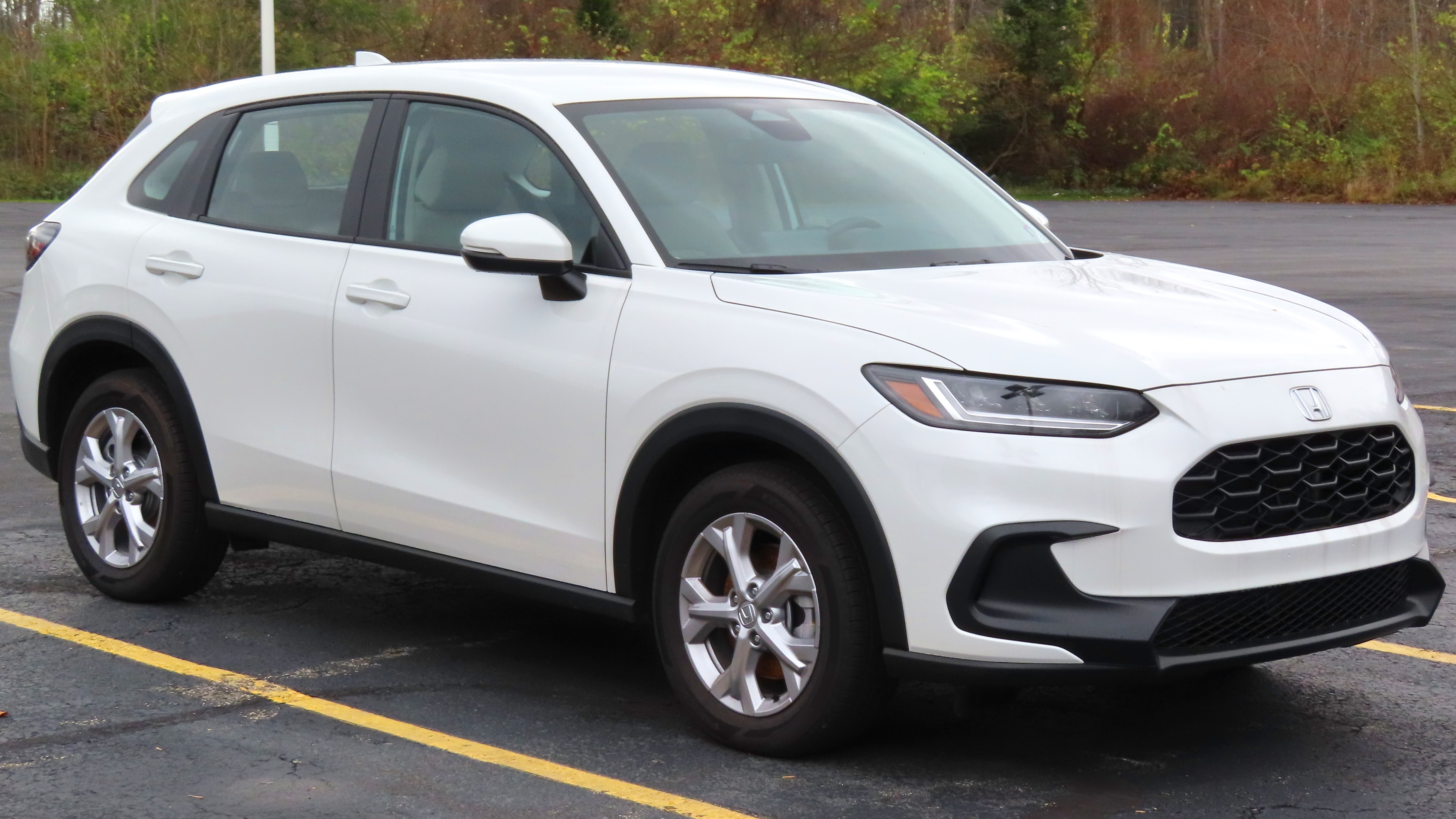
Honda HR-V (RZ)

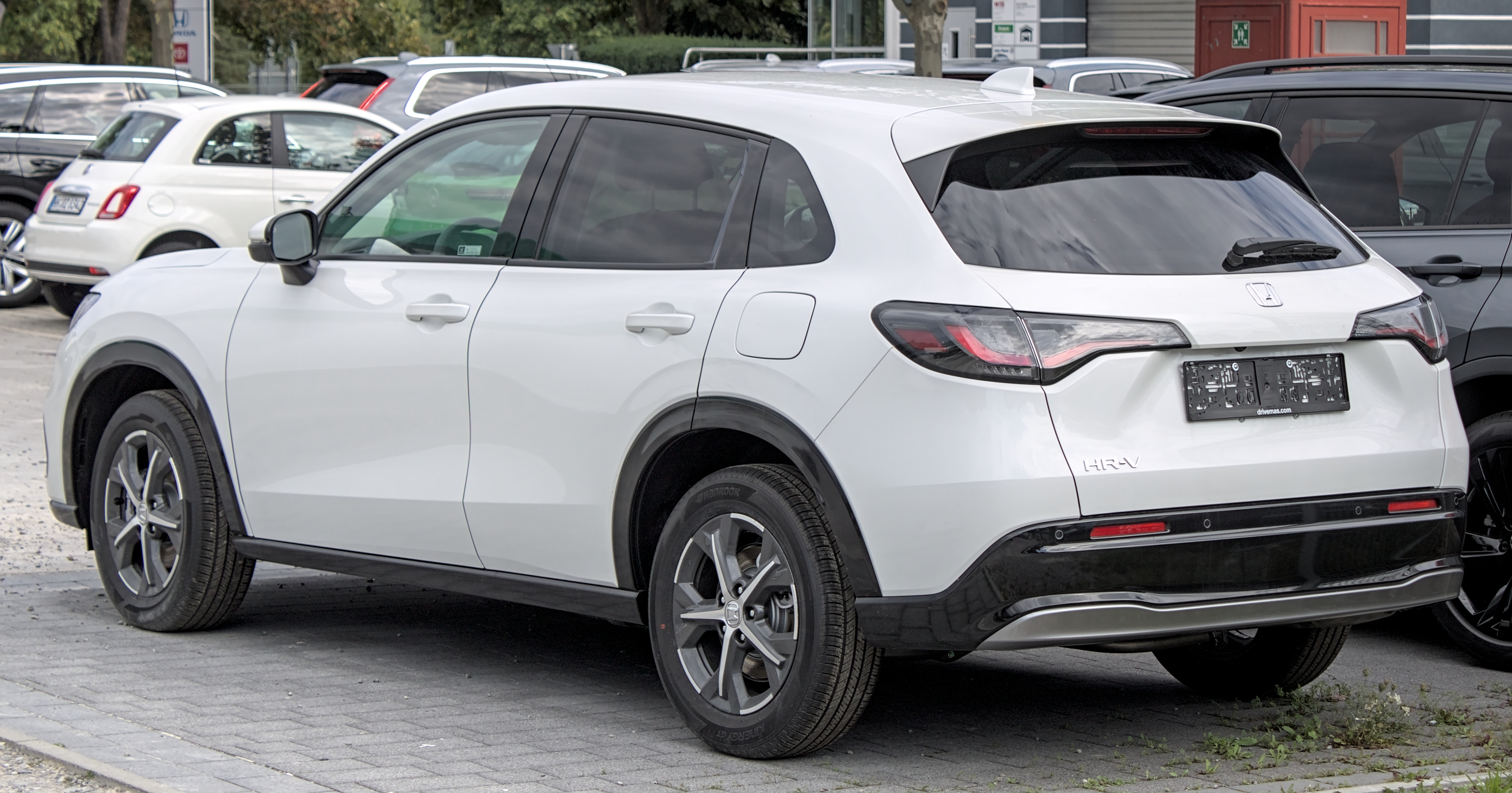
Honda HR-V (RZ)

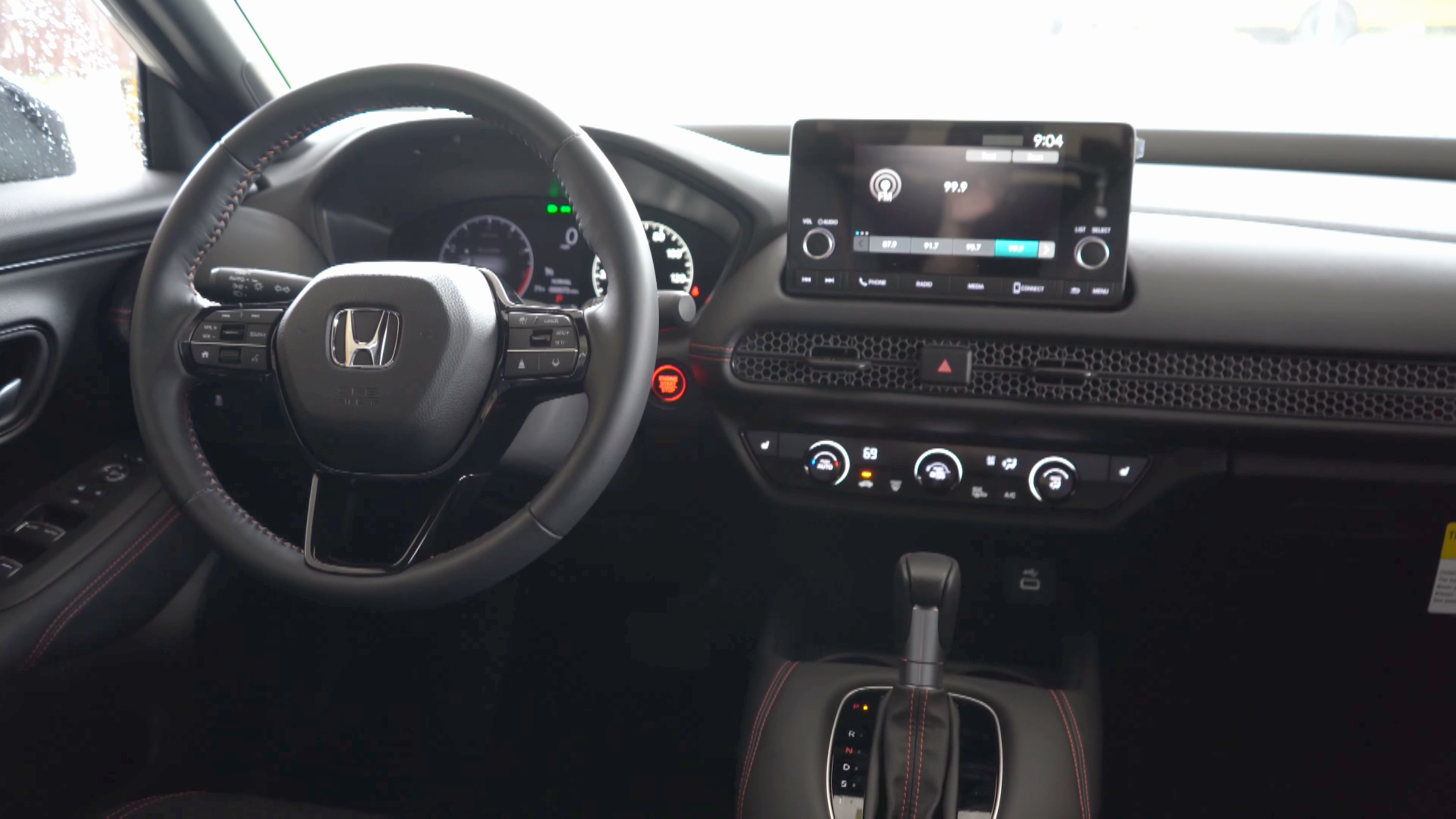

Honda заявила, що ринок США отримає іншу модель «для задоволення особливих потреб американських клієнтів».

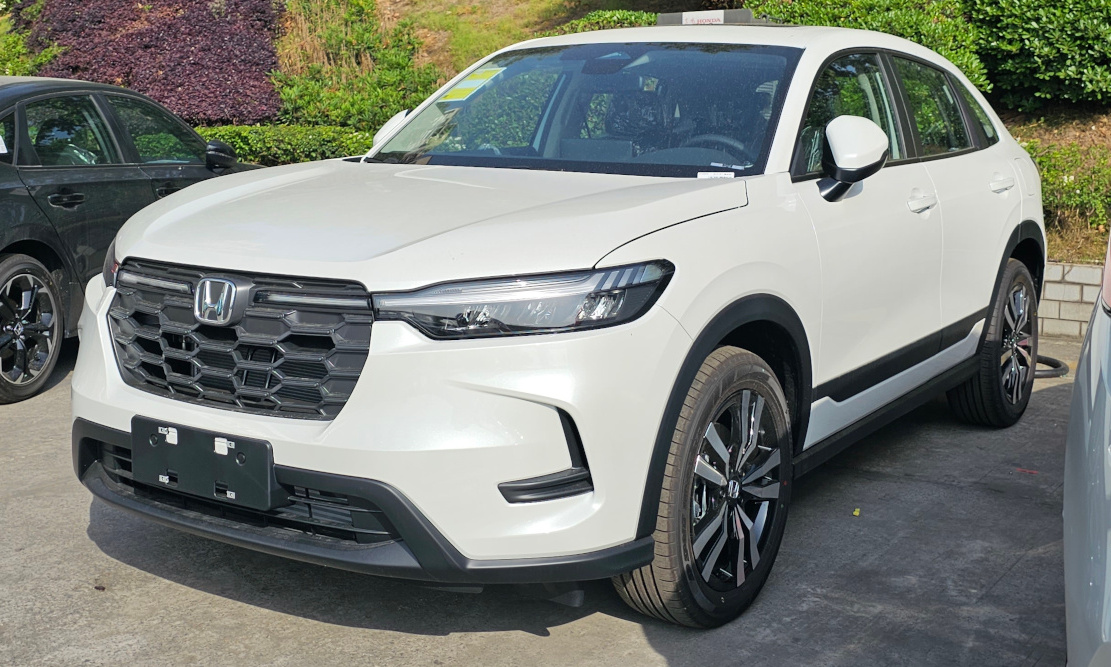
Honda HR-V (RZ; Китай)

7 червня 2022 року у Північній Америці дебютувала зовсім інша модель під шильдиком HR-V. Розробкою автомобіля керував менеджер з розробки моделі Шуїчі Оно. Автомобіль збудовано на платформі Honda Architecture (HA) і оснащено 2,0-літровим двигуном потужністю 158 к.с. Пропоновані рівні оснащення: LX, Sport та EX-L. Пізніше модель дебютує у Китаї та Європі під шильдиком Honda ZR-V, оскільки там також продається глобальна модель HR-V. Китайські моделі виробляє Guangqi Honda. Європейські моделі будуть використовувати повністю гібридну трансмісію як стандарт.
Назва «ZR-V» означає «Z Runabout Vehicle», посилання на покоління Z.
Оновлена Honda HR-V пропонує багажник об'ємом 690 л. Максимальний вантажний об'єм кросовера складає 1560 л. 

## Продажі
| рік  | США     | Мексика | Бразилія | Європа | Японія | Китай   | Китай   | Китай | Китай       | Таїланд | Індонезія |
| рік  | США     | Мексика | Бразилія | Європа | Японія | Vezel   | XR-V    | X-NV  | Everus VE-1 | Таїланд | Індонезія |
| ---- | ------- | ------- | -------- | ------ | ------ | ------- | ------- | ----- | ----------- | ------- | --------- |
| 2014 |         |         |          |        | 96,029 | 22,545  | 526     |       |             | 3,764   |           |
| 2015 | 41,969* |         |          | 7,621  | 71,021 | 126,838 | 118,749 |       |             | 26,417  | 36,425    |
| 2016 | 82,041  |         |          | 33,064 | 73,889 | 164,076 | 161,711 |       |             | 15,590  | 44,331    |
| 2017 | 94,034  |         |          | 29,375 | 64,332 | 146,906 | 167,952 |       |             | 15,371  | 39,081    |
| 2018 | 85,494  |         |          | 25,920 | 59,629 | 141,600 | 168,250 |       | 100         | 15,682  | 34,891    |
| 2019 | 99,104  | 17,175  | 49,488   | 21,747 | 55,886 | 106,788 | 147,203 | 1,507 | 1,555       |         | 21,980    |

*Продажі в США почались у травні 2015.